# Wacław Grzybowski (ekonomista)
Wacław Grzybowski (ur. 18 sierpnia 1929 w Stobnicy, zm. 20 sierpnia 2004) – polski ekonomista, profesor nauk ekonomicznych.

## Życiorys
W 1950 ukończył I Liceum Męskie im. Bolesława Chrobrego w Piotrkowie Trybunalskim. Rozpoczął studia w Wyższej Szkole Ekonomicznej w Łodzi, po roku przeniósł się do Szkoły Głównej Planowania i Statystyki w Warszawie, którą ukończył w 1958. Na tejże uczelni uzyskał w 1965 stopień doktora nauk ekonomicznych, a w 1969 stopień doktora habilitowanego za pracę pt. Niepewność i ryzyko w działalności gospodarczej. Tytuł profesora nauk ekonomicznych uzyskał w 1987.
Początkowo pracował jako nauczyciel przedmiotów ekonomicznych w Technikum Handlowym w Opolu. W 1963 podjął pracę w Szkole Głównej Planowania i Statystyki. W 1965 został zatrudniony na nowo powstałym Wydziale Ekonomicznym UMCS, gdzie pracował do przejścia na emeryturę w 1999. Przez 18 lat był kierownikiem Instytutu Ekonomii. W latach 1987–1990 był prodziekanem Wydziału Ekonomicznego UMCS ds. naukowych. Pracował też w Wyższej Szkole Informatyki i Zarządzania w Rzeszowie, a także w Wyższej Szkole Zarządzania i Administracji w Zamościu, gdzie był kierownikiem Katedry Nauk Ekonomicznych na Wydziale Zarządzania i Administracji. 
W pracy naukowej interesował się problematyką działania przedsiębiorstwa w warunkach gry rynkowej oraz sytuacjach zagrożenia ryzykiem. Był autorem i współautorem 50 rozpraw i monografii, 50 artykułów w czasopismach naukowych i innych publikacji. Był kierownikiem 13 projektów naukowo-badawczych zlecanych przez centralne instytucje państwowe. Wypromował 19 doktorów, pod jego kierunkiem stopień doktora uzyskali m.in. Ewa Bojar, Lesław Paga, Jerzy Węcławski, Michał Zieliński (ekonomista). 
Zmarł 20 sierpnia 2004. Uroczystości pogrzebowe odbyły się 25 sierpnia 2004 na cmentarzu przy ul. Lipowej w Lublinie.